# 悪筆

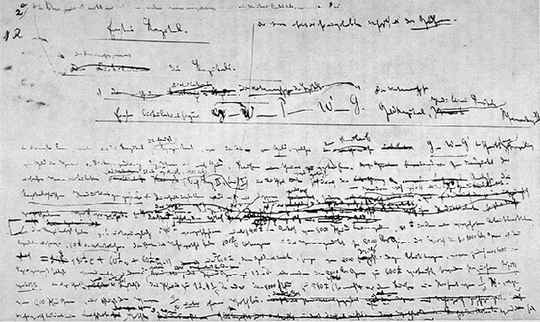
カール・マルクス直筆の資本論原稿

悪筆（あくひつ）とは、一見読めないような書き物、あるいはその書き手の下手さを指す。その書き手のことを悪筆家ということもある。多くの場合、書いた人自身にしか読めない。暗号とは別物である。暗号は読めないことを目的として通常でない表記法を取るのに対して、悪筆は通常の表記法を用いているのに読めない、あるいは読みにくいものを指す。
読めない原因としては、「字が下手」「独自の字体を使う」「下手ではないにしろ個性的」などが挙げられる。上手で流暢な場合（草書体など）には、素人には読めなくても専門家には読めるので、悪筆とは言わない。

## 概説
一般に字を書くのは自分のための記録と、他人が読むことを前提とする場合がある。自分のためであれば、自分が読めればよいから、悪筆であっても何ら問題はない。ただし、そのときは読めても、あとになると自分でも読めないという話もある。また、本人にとっては自分用であっても、後に他人が読みたい、という場合もある。たとえば有名人の日記はその対象になり得る。南方熊楠の日記の解読は現在も努力が続けられている。
他方、他人に読ませることを目的とする場合は、そもそも読めないのでは目的を達せないから、普通は読めるような字を書く努力をするものである。しかし、読んでさえくれればよい、しかも、読ませる方の力が強い場合はその限りではない。たとえば有力な作家の場合、編集者が読めればよいのであって、悪筆でもよい作品が書ければいいのだから、悪筆の例もある。石原慎太郎、黒岩重吾、田中小実昌、川上宗薫は“悪筆四天王”と評されているという。石原の場合、まともに読みこなせる人は数少なく、そのために印刷所の植字工に原稿を専門に読む「慎太郎係」というのが存在したという話がある。
欧文の場合、いわゆる筆記体による弊害が大きいとされタイプライターが早い時期から普及した。1970年代以降は読みやすいブロック体による筆記の習慣が定着しており、悪筆の問題は少なくなっている。タイプライターは手書き原稿の清書や口述筆記などにも使用され、悪筆でタイプライターを習得していない者にも恩恵があった。
カール・マルクスは鉄道の出札係に応募したが悪筆を理由に断られる程のひどさに加え、独特の略字も多用したことでタイプライターで清書する前に文字を解読する作業が必要であった。マルクスの死後に残された資本論の未整理草稿の編集作業は、当初読み方を知っていたフリードリヒ・エンゲルスだけが可能だった。エンゲルスは後にエドゥアルト・ベルンシュタインとカール・カウツキーにも読み方を伝授した。
加藤一二三は雑誌『家の光』で詰将棋のコーナーを担当しているが、原稿は独特の字体で手書きされており、毎日新聞の記者から「解読する編集者の苦労がしのばれます」と評されている。
このような悪筆は、誤植や誤読の元ともなる。それに由来する混乱から奇妙な名前を生じた例もある。たとえばイチョウの学名は Ginkgo（ギンゴー）であるが、このような発音をイチョウの名前に対して用いる例はない。これはイチョウの漢字書きである銀杏を音読みしたギンキョウ、これをローマ字書きした Ginkyo、ここで筆記体の g と y が似ていることから間違えられたのが起源と考えられている。
野球においては野球場で本塁と投手板相互の距離は60フィート6インチ(60'6"　18.44m)と規定されているが、一説では最初期に球場の設計を発注した際、60フィート0インチ(60'0"、18.28m）と書かれた寸法値が悪筆であったため、末尾の「0」を「6」と読み違えられそのまま定着したといわれる。

## 文字以外の例
文字でなくても悪筆はあり得る。たとえば楽譜について、岩城宏之はベートーヴェンの自筆の楽譜が汚いことを述べている。彼はいわゆる第九のある箇所の標記について疑問を持ち、自筆の楽譜の写真版に当たった結果、おそらくフェルマータがディミヌエンドに読み間違えられたものと判断した。同様にシューベルトの場合、アクセントとディミヌエンドが混同されやすいという。手書き原稿の汚い作曲家としてはベートーヴェンとモーツァルトが両巨頭であるという。